# Gabriel François Moreau
Pour les articles homonymes, voir Moreau.
Gabriel François Moreau, né à Paris, le 24 septembre 1721 et mort le 8 septembre 1802, est un évêque français du XVIIIe siècle et du début du XIXe siècle. Il est issu d'une ancienne famille parlementaire.

## Biographie
Fils de François Moreau de Plancy, et d'Anne François Robert de Septeuil. Conseiller-clerc au Parlement de Paris. Nommé successivement chanoine de Notre-Dame, puis théologal du chapitre de cette cathédrale, il est élevé au siège épiscopal de Vence le 29 avril 1759.
Le mardi 15 janvier 1760, il prononce à Notre-Dame de Paris l'oraison funèbre de Ferdinand VI d'Espagne  et de Marie de Portugal, son épouse. 
À la mort d'Henri-Constance de Lort de Sérignan de Valras, en 1763,  Moreau est nommé évêque de Mâcon. Comte et chanoine d'honneur de l'église collégiale de Saint-Pierre de cette ville. En 1778, Moreau adopte pour le diocèse de Mâcon le rituel romain dit  « rituel de Toulon » de feu Louis-Albert Joly de Choin, évêque de Toulon (1702-1759).
En 1783, il demande et obtint des États du Mâconnais la création de l'École de dessin et d'arts industriels de Mâcon qui est inaugurée le 24 février 1785. En 1793, l'établissement comptait 72 élèves
Le diocèse de Mâcon est supprimé, du point de vue civil, par la constitution civile du clergé en 1790, mais il subsiste sur le plan canonique. Sur son refus de prêter serment à la Constitution civile du clergé en 1791, l'évêque de Macon est saisi et emprisonné dans sa ville épiscopale tour à tour à la Charité, au couvent des capucins, à l'hôpital.}} Cette même année, on voit aussi la ruine de l'abbaye de Cluny et de la cathédrale  Vieux-Saint-Vincent de Mâcon.
La bulle Qui Christi Domini, prise en exécution du Concordat de 1801 supprime les trois sièges épiscopaux de Saône-et-Loire (Autun, Chalon et Mâcon) et recrée le siège d'Autun. En avril 1802, Moreau est alors nommé évêque d'Autun. Il prend possession de son siège le 30 mai 1802, mais il meurt le 8 septembre 1802 à Mâcon.
Il est décrit par Léonce Lex comme un esprit indépendant et curieux, orateur éloquent et disert, lettré ne craignant pas d'installer au palais épicopal les bustes des philosophes de son temps: Voltaire, Rousseau, d'Alembert; dans son salon, au-dessous d'une peinture de la Sainte Famille on pouvait admirer la Vénus callipyge en porphyre. L'inventaire de son mobilier qui a été dressé pendant la Révolution, nous apprend en outre qu'il avait orné ses appartements de tableaux de Raphaël, Bloemaert[Lequel ?], Van den Velde[Lequel ?], Adriaen van Ostade, Mignard, Largillierre et Greuze, des gravures de Callot, Delaunay, Cars[Lequel ?], Wille, Le Mire et Jacques Firmin Beauvarlet ; il possédait également des tapisseries, des marbres, des porcelaines, pierres fines, ivoires. C'est lui qui pressentit Prud'hon, le fit envoyer aux frais de l'État d'abord à l'école de dessin de Dijon, puis à Rome où l'éminent artiste est devenu la gloire de Cluny.
Sa sépulture est située dans l'ancien hospice de la Providence, situé rue Rambuteau à Mâcon.

## Armoiries
Armoiries parlantes : Maure eau
D'or au chevron d'azur accompagné en chef de deux roses de gueules tigées et feuillées de sinople et en pointe, d'une tête de Maure de sable tortillée d'argent, soutenue d'une mer ou rivière…
Dans le rituel cité ci-dessous l'écu y est dans un cartouche surmonté d'une couronne de duc, de la mitre, de la crosse et du chapeau. Au milieu et au-dessous pend une croix à quatre branches et à huit pointes, qui est celle des chanoines comtes de Saint-Pierre de Mâcon.
En tant qu'évêque d'Autun, Moreau portait , en place des armoiries, ses initiales G F M entrelacées et accompagnées des attributs ordinaires.

## Écrits
- 1760 -  Oraison funèbre de très haut, très puissant et très excellent prince Ferdinand VI... et Marie de Portugal roi et reine d'Espagne[6]

- 1765 - Catéchisme du diocèse de Mâcon, dressé et publié par ordre d'illustrissime & révérendissime seigneur monseigneur Gabriel-François Moreau, évêque de Mâcon. Pour être enseigné seul dans son diocèse. Prix, douze sols pour ceux du diocèse, A Macon, chez J.P. Goery (1733-179.), imprimeur du Roi, & de Monseigneur l'Evêque. XIII-[3]-311-[4]-[1 bl.] p. ; in-12

Note(s) :  Armes de Gabriel-François Moreau au titre et en tête du mandement, daté de 1765. - Comprend les "Premiers elemens... pour les petits enfans" (p. 1-19) puis le "Second catechisme", en 4 parties : "De la doctrine chrétienne" ; "De la vie chrétienne" ; "Des sacremens" ; "Des mystères et des fetes" suivies de prières et d'une "Manière de servir la messe". Notice n° : FRBNF33287248
- 1778 -  Instruction sur le rituel , Lyon, Périsse, in-4°.
- 1779 -  Extrait du rituel , Lyon, Périsse, in-12.
- 1790 -  Discours prononcé le dimanche 14 février 1790 par M. l'évêque de Mâcon, dans l'église cathédrale... [Texte imprimé], Mâcon : J.-P. Goery, [ca 1790], 9 p. Notice n° : FRBNF35994162
- Voir ses ordonnances et discours.

## Hommage
- La Municipalité de Mâcon a donné son nom à un boulevard de la ville avant 1893.